# Akram Roumani
Akram Roumani (1 de abril de 1978) é um ex-futebolista profissional marroquino que atuava como defensor.

## Carreira
Akram Roumani representou a Seleção Marroquina de Futebol nas Olimpíadas de 2000.